# Boophis majori
Boophis majori (Boulenger, 1896) è una rana della famiglia Mantellidae, endemica del Madagascar.
Il nome della specie è un omaggio allo zoologo svizzero Charles Immanuel Forsyth Major (1843–1923).